# Toninho Oliveira
Antônio José de Oliveira, conhecido como Toninho Oliveira ou Toninho Camarão (Joinville, 5 de junho de 1959), é um ex-futebolista e preparador físico brasileiro. Atuando como volante (na época chamado de centromédio), foi campeão brasileiro pelo Internacional de Porto Alegre em 1979.

## Carreira
Catarinense de Joinville, iniciou a carreira nos times de base do Clube Náutico Marcílio Dias em 1975. Com boas atuações, foi levado para Porto Alegre, onde atuou por dois anos nos times de base do Grêmio Foot-Ball Porto Alegrense. Como no tricolor gaúcho, sua situação para o time principal era indefinida, em 1978 assinou um contrato para atuar profissionalmente no Internacional de Porto Alegre.
No colocado, foi campeão gaúcho de 1978 e campeão brasileiro de 1979. Em 1980, foi vice-campeão gaúcho e da Copa Libertadores da América com o Internacional. Em 1981, transferiu-se para Belo Horizonte, assinando contrato com o Cruzeiro Esporte Clube.
Em 1990, aposentou-se dos gramados, jogando no clube onde iniciou a carreira, no Náutico de Marcílio Dias. Mas antes, atuou no Guarani Futebol Clube (de 1982 a 1984), Clube Atlético Mineiro (1985), Associação Atlética Ponte Preta (de 1986 a 1987), Joinville Esporte Clube (1988) e Blumenau Esporte Clube (1989).

### Preparador
Depois da conclusão do curso de Educação Física, iniciou a carreira de preparador físico no Esporte Clube Vitória, em março de 1991. Nesta nova função, já atuou em clubes como Sport Club Corinthians Paulista, Clube de Regatas do Flamengo, São Paulo Futebol Clube, Club de Regatas Vasco da Gama, entre outros.

## Títulos

### Sport Club Internacional
- Campeão gaúcho de 1978[1]
- Campeão brasileiro de 1979[1][2]

### Clube Atlético Mineiro
- Campeão mineiro de 1985